# Sisyphus costatus
Sisyphus costatus är en skalbaggsart som beskrevs av Carl Peter Thunberg 1818. 
Sisyphus costatus ingår i släktet Sisyphus och familjen bladhorningar. Inga underarter finns listade i Catalogue of Life.